# Saint-Didier-au-Mont-d'Or
Saint-Didier-au-Mont-d'Or är en kommun i departementet Rhône i regionen Auvergne-Rhône-Alpes i östra Frankrike. Kommunen ligger i kantonen Limonest som tillhör arrondissementet Lyon. År 2022 hade Saint-Didier-au-Mont-d'Or 7 405 invånare.

## Befolkningsutveckling
Antalet invånare i kommunen Saint-Didier-au-Mont-d'Or
| Referens: INSEE |